# NHK BS4K
NHK BS Premium 4K hay NHK BSP4K (trước đây là NHK BS4K) là kênh truyền hình độ phân giải 4K thuộc sở hữu của đài NHK. Phát sóng chính thức vào ngày 1 tháng 12 năm 2018, cùng thời điểm ra mắt kênh NHK BS8K.

## Lịch sử
Vào ngày 1 tháng 8 năm 2016, đài NHK đã bắt đầu phát sóng thử nghiệm Super Hi-Vision trên kênh BS-17. Nhưng không thể xem ở nhà bình thường nếu không có thiết bị hỗ trợ xem độ phân giải cao, vì vậy NHK đã lắp đặt thiết bị thu sóng tại các đài phát sóng trên toàn quốc.
Đợt phát sóng thử nghiệm này đã kết thúc vào ngày 23 tháng 7 năm 2018 để chuyển sang đợt phát sóng chính thức vào ngày 1 tháng 12 năm 2018.
Đến ngày 11 tháng 12 năm 2022, đài NHK đã ban hành kế hoạch cơ cấu lại các kênh truyền hình cáp và vệ tinh của NHK. Theo đó kênh NHK BS4K sẽ không còn phát sóng riêng lẻ mà thay vào đó phần lớn chương trình của NHK BS Premium sẽ được chuyển sang phát sóng trên kênh NHK BS4K trong năm 2023.
Vào ngày 19 tháng 4 năm 2023, đài NHK chính thức phê duyệt và công bố kênh truyền hình mới thay thế cho NHK BS4K là NHK BSP4K và chính thức phát sóng vào ngày 1 tháng 12 năm 2023.